# Breitholtz pommerska infanteriregemente
Breitholtz pommerska infanteriregemente, även bara Breitholtz regemente, samt Främlingsregementet, var ett värvat infanteriregemente inom svenska armén som verkade åren 1706–1710. Förbandet var förlagt i Svenska Pommern.

## Historia
År 1706 fick Carl Breitholtz i uppdrag av Karl XII att värva ett regemente, Breitholtz pommerska infanteriregemente, även kallat Främlingsregementet. Breitholtz pommerska infanteriregemente värvades i Svenska Pommern, dock blev det aldrig ett fulltaligt regemente. Regementet deltog i olika operationer i Sachsen. År 1710 upplöstes regementet och överfördes till andra regementen.

## Förbandschefer
- 1706–1710: Carl Breitholtz